# Робат-е Олія (Марказі)
Робат-е Олія (перс. رباط عليا) — село в Ірані, у дегестані Хоррам-Дашт, у бахші Камаре, шагрестані Хомейн остану Марказі. За даними перепису 2006 року, його населення становило 67 осіб, що проживали у складі 14 сімей.

## Клімат
Середня річна температура становить 10,13°C, середня максимальна – 28,57°C, а середня мінімальна – -11,64°C. Середня річна кількість опадів – 240 мм.
| Клімат поселення                              | Клімат поселення | Клімат поселення | Клімат поселення | Клімат поселення | Клімат поселення | Клімат поселення | Клімат поселення | Клімат поселення | Клімат поселення | Клімат поселення | Клімат поселення | Клімат поселення | Клімат поселення |
| Показник                                      | Січ.             | Лют.             | Бер.             | Квіт.            | Трав.            | Черв.            | Лип.             | Серп.            | Вер.             | Жовт.            | Лист.            | Груд.            |                  |
| Середній максимум, °C                         | 4,60             | 6,52             | 10,20            | 16,90            | 22,29            | 27,32            | 28,57            | 28,28            | 23,78            | 17,73            | 11,26            | 5,90             |                  |
| Середня температура, °C                       | −3,52            | −1,61            | 2,07             | 8,79             | 14,18            | 19,19            | 23,06            | 22,76            | 18,26            | 12,22            | 5,74             | 0,38             |                  |
| Середній мінімум, °C                          | −11,64           | −9,72            | −6,06            | 0,66             | 6,06             | 11,08            | 17,55            | 17,27            | 12,76            | 6,70             | 0,23             | −5,13            |                  |
| Норма опадів, мм                              | 37               | 36               | 45               | 32               | 24               | 3                | 2                | 1                | 0                | 7                | 22               | 31               |                  |
| Середньомісячна швидкість вітру, м/с          | 1.22             | 2.20             | 2.67             | 2.73             | 2.31             | 2.17             | 2.12             | 1.93             | 1.97             | 1.89             | 1.80             | 1.33             |                  |
| Середньомісячна сонячна радіація, кДж/м²·день | 9664             | 12740            | 15411            | 18615            | 22629            | 26950            | 25945            | 24420            | 21557            | 16118            | 11402            | 9313             |                  |
| --------------------------------------------- | ---------------- | ---------------- | ---------------- | ---------------- | ---------------- | ---------------- | ---------------- | ---------------- | ---------------- | ---------------- | ---------------- | ---------------- | ---------------- |
| Джерело:                                      |                  |                  |                  |                  |                  |                  |                  |                  |                  |                  |                  |                  |                  |